# Бечка државна опера
Бечка државна опера је најважнија оперска установа у Бечу и једна од најпознатијих оперских кућа на свету. Налази се у самом центру града, на делу бечког Ринга који је управо по њој и добио назив.
Градња здања Државне опере почела је 1861. године по нацртима двојице бечких архитеката, Аугуста Сикарда фон Сикардсбурга и Едуарда ван дер Нула, у стилу неоренесансе. Опера је свечано отворена 15. маја 1869. године извођењем Моцартове опере Дон Ђовани.